# Luisa Carlota de Brandeburgo
Luisa Carlota de Brandeburgo (en alemán: Luise Charlotte von Brandenburg; Berlín, 13 de septiembre de 1617-Mitau, 29 de agosto de 1676) fue una noble alemana de la Casa de Hohenzollern, duquesa consorte de Curlandia y Semigalia al casarse con el duque Jacobo Kettler. Su padre era Jorge Guillermo I de Brandeburgo.
Persona culta e inteligente, tuvo una notable influencia en la política de su país.

## Descendencia
| Nombre                    | Nacimiento               | Muerte                  | Notas |
| ------------------------- | ------------------------ | ----------------------- | --- |
| Luisa Isabel Kettler      | 12 de agosto de 1646     | 16 de diciembre de 1690 | se casó con Federico II de Hesse-Homburg; tuvo doce hijos; murió a los 44 años                                                      |
| Ladislao Federico Kettler | 14 de diciembre de 1647  | 31 de marzo de 1648     | nunca se casó, murió a los tres meses                                                                                               |
| Cristina Sofia Kettler    | 15 de mayo de 1649       | 9 de junio de 1651      | nunca se casó, murió a los 2 años                                                                                                   |
| Federico Casimiro Kettler | 6 de julio de 1650       | 22 de enero de 1698     | casado (1) Condesa Sofía Amalia de Nassau-Siegen; y tuvo una hija (2) Isabel Sofía de Brandenburgo; tuvo hijos; murió a los 48 años |
| Carlota María Kettler     | 17 de septiembre de 1651 | 1 de diciembre de 1728  | nunca se casó; fue la abadesa en Herford; murió a los 76 años                                                                       |
| María Amalia Kettler      | 12 de junio de 1653      | 16 de junio de 1711     | se casó con Carlos I de Hesse-Kassel; tuvo hijos; murió a los 58 años                                                               |
| Carlos Jacobo Kettler     | 20 de octubre de 1654    | 29 de diciembre de 1677 | nunca se casó; murió a los 23 años                                                                                                  |
| Fernando Kettler          | 2 de noviembre de 1655   | 4 de mayo de 1737       | se casó con la Princesa Juana Magdalena de Sajonia-Weissenfels; no tuvo hijos; murió a los 81 años                                  |
| Alejandro Kettler         | 16 de octubre de 1658    | 28 de junio de 1686     | nunca se casó; murió a los 27 años                                                                                                  |